# Colasposoma sumptuosum
Colasposoma sumptuosum é uma espécie de escaravelho de folha da República Democrática do Congo, descrito por Weise em 1906.